# Чуровка
Чуровка — река, протекающая по территории Нелазского сельского поселения Череповецкого района Вологодской области России, левый приток Суды.
Течёт на юго-восток, впадает в Суду в 2 км от её устья в деревне Плешаново. Длина реки составляет 11 км. Крупных притоков нет.

## Данные водного реестра
По данным государственного водного реестра России относится к Верхневолжскому бассейновому округу, водохозяйственный участок реки — Суда от истока и до устья, речной подбассейн реки — Реки бассейна Рыбинского водохранилища. Речной бассейн реки — (Верхняя) Волга до Куйбышевского водохранилища (без бассейна Оки).
Код объекта в государственном водном реестре — 08010200212110000008125.